# Mombal
Mombal est un village camerounais de la région de l'Est. Il se situe dans le département de Lom-et-Djérem, et dépend de la commune de Garoua-Boulaï et du canton de Doka. Il se situe sur la route de Ndokayo à Garoua-Boulaï. 

## Population
D'après le recensement de 1966, le village comptait cette année-là 345 habitants. Il en comptait 1892 en 2005 et 1 200 en 2011 dont 540 jeunes de moins de 16 ans et 203 enfants de moins de 5 ans. 

## Infrastructures
Le plan communal de développement de Garoua-Boulaï prévoyait en 2011 la construction à Mombal de trois salles de classe ainsi que d'un bloc de latrines et d'un point d'eau pour l'école. 